# Сайа
Са́йа (ест. Saia küla) — село в Естонії, у волості Ляене-Сааре повіту Сааремаа.

## Населення
Чисельність населення на 31 грудня 2011 року становила 42 особи.

## Географія
Через село проходять автошляхи 86 (Курессааре — Вигма — Панґа) та 118 (Симера — Кярла — Удувере).

## Історія
До 12 грудня 2014 року село входило до складу волості Каарма.